# Podział administracyjny Kościoła katolickiego w Indonezji
Podział administracyjny Kościoła katolickiego w Indonezji – w ramach Kościoła katolickiego w Indonezji funkcjonuje obecnie dziesięć metropolii, w których skład wchodzi dziesięć archidiecezji i dwadzieścia siedem diecezji. Ponadto istnieje ordynariat polowy podlegający bezpośrednio do Stolicy Apostolskiej.
Jednostki administracyjne Kościoła katolickiego obrządku łacińskiego w Indonezji:

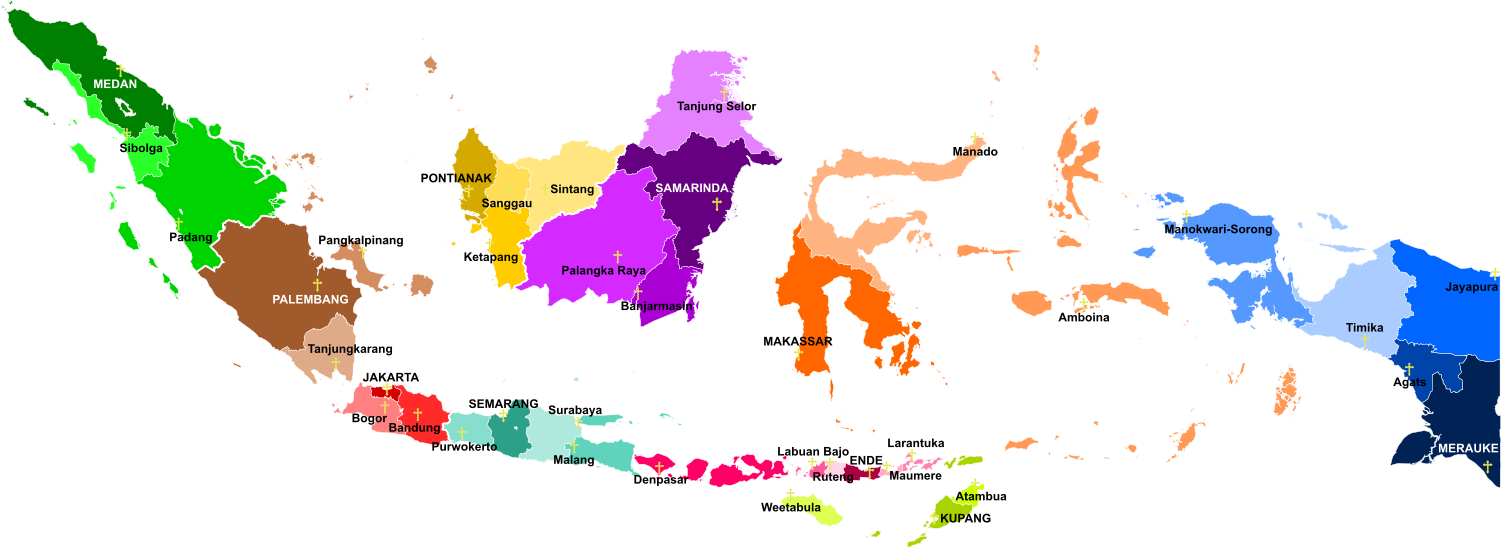
Mapa diecezji i archidiecezji w Indonezji

## Metropolia Ende
- archidiecezja Ende
  - diecezja Denpasar
  - diecezja Larantuka
  - diecezja Maumere
  - diecezja Ruteng

## Metropolia Dżakarty
- archidiecezja dżakarcka
  - diecezja Bandung
  - diecezja Bogor

## Metropolia Kupang
- archidiecezja Kupang
  - diecezja Atambua
  - diecezja Weetebula

## Metropolia Makassar
- archidiecezja Makassar
  - diecezja Amboina
  - diecezja Manado

## Metropolia Medan
- archidiecezja Medan
  - diecezja Padang
  - diecezja Sibolga

## Metropolia Merauke
- archidiecezja Merauke
  - diecezja Agats
  - diecezja Jayapura
  - diecezja Manokwari-Sorong
  - diecezja Timika

## Metropolia Palembang
- archidiecezja Palembang
  - diecezja Pangkal-Pinang
  - diecezja Tanjungkarang

## Metropolia Pontianak
- archidiecezja Pontianak
  - diecezja Ketapang
  - diecezja Sanggau
  - diecezja Sintang

## Metropolia Samarinda
- archidiecezja Samarinda
  - diecezja Banjarmasin
  - diecezja Palangkaraya
  - diecezja Tanjung Selor

## Metropolia Semarang
- archidiecezja Semarang
  - diecezja Malang
  - diecezja Purwokerto
  - diecezja Surabaya

## Diecezjebezpośrednio podległedoStolicy Apostolskiej
- Ordynariat Polowy Indonezji